# Margaretha van Leuven
Margaretha van Leuven (Leuven, circa 1207 - Wilsele, nabij Leuven, 2 september 1225), ook bekend als Margaretha de Trotse of Fiere Margriet, is een rooms-katholiek zalig verklaarde jonge vrouw, afkomstig uit de stad Leuven, gelegen in het huidige België. Ze is de beschermvrouwe van de martelaren (tezamen met enkele andere zaligen en heiligen) en het horecapersoneel.

## Hagiografie
Er bestaan twee legenden over de zalige Margaretha van Leuven. De ene werd korte tijd na haar dood opgetekend en wordt als de meest betrouwbare omschreven en de andere werd twee eeuwen na haar dood opgetekend en is een variant op de eerste, maar een waarin ze meer verheerlijkt werd in het licht van een mogelijke zaligverklaring, dewelke uiteindelijk volgde in 1902.

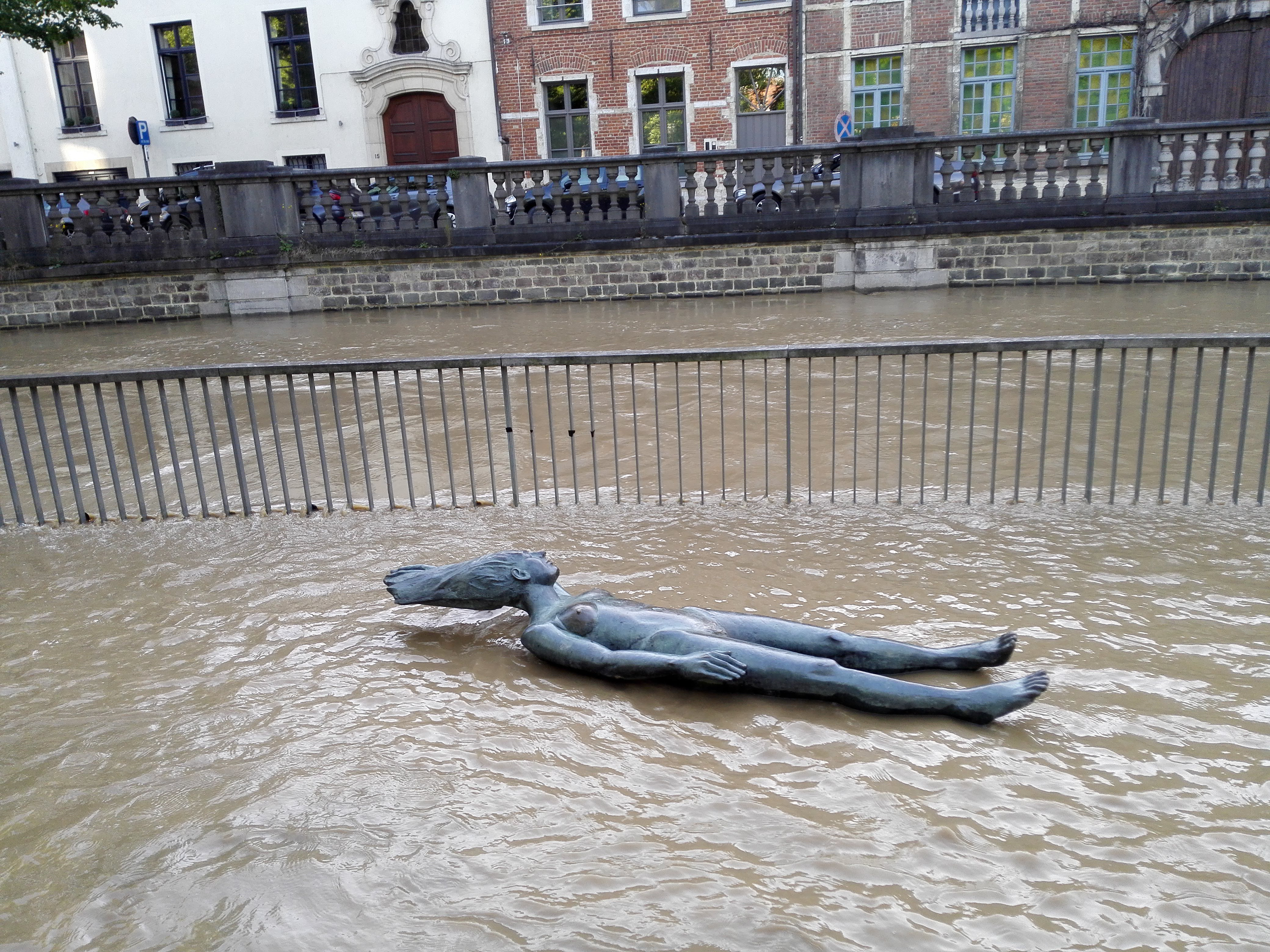
De Fiere Margriet "drijvend", omwille van hoogwaterstand Dijle juni 2016

### 13de eeuw
Een Duitse novicemeester uit de cisterciënzerabdij te Heisterbach en bekende middeleeuws hagiograaf, genaamd Caesarius, tekende de legende voor de eerste keer op in 1222 ter illustratie van de deugd eenvoud in zijn werk Dialogus miraculorum. Dit is tegenstrijdig, want haar dood wordt in 1225 geplaatst. Caeserius schreef de legende op basis van getuigenissen van monniken uit de cisterciënzerabdij van Villers, gelegen in wat nu Waals-Brabant is. Daarover schreef hij het volgende:
Indien een en ander anders is geschied dan ik het heb geschreven, moet dat veeleer verweten worden aan hen door wie deze feiten werden verteld.
Margaretha werd omstreeks 1207 geboren als kind van ouders die in armoede leefden. Als jongvolwassen vrouw werkte ze in een herberg te Leuven waarvan de eigenaar, een zekere Amandus of Aubert, een verwant was. Vaak wordt Amandus als haar oom genoemd. Deze was van plan zijn bezittingen te verkopen en samen met zijn vrouw in te treden in een klooster. De herberg bevond zich in de Muntstraat en stond bekend als de Sint-Jorisherberg. Ook Margaretha had beslist dat zij zou intreden in de Abdij van Villers.
Op de vooravond van hun vertrek kwam een reizigersgezelschap naar de herberg. Vermits zij geen klanten meer verwachtten had Amandus geen drank om aan te bieden en verzocht hij Margaretha om een kruik wijn te gaan halen in de stad. Na haar vertrek vermoordden de reizigers, die overvallers waren met kennis van de financiële status van de herbergier, Amandus en zijn vrouw. Toen Margaretha terugkeerde naar de herberg en de overvallers en de lijken aantrof werd ze overmeesterd. Aangezien zij de enige levende getuige was van de roofmoord namen de overvallers haar mee buiten de stad. Aan de oever van de Dijle, nabij Wilsele, een dorp ten noorden van Leuven, werd gepoogd haar te verkrachten, maar ze bood hevige weerstand. Hierdoor kreeg ze de bijnaam de Fiere of de Trotse omdat ze de dood verkoos boven het verliezen van haar maagdelijkheid. Na de poging vermoordden de overvallers ook haar door haar neer te steken met een priem of mes en gooiden haar vervolgens in de Dijle. In sommige bronnen wordt ook het oversnijden van de keel vermeld. Ze werd enkele dagen later teruggevonden door vissers met het handvat van de kruik wijn nog steeds in haar hand. Ze begroeven haar aan de oever van de Dijle op haar vindplaats. Ze durfden geen melding te maken van de moord uit angst dat zij beschuldigd zouden kunnen worden.
Hierna wordt verteld dat men rond het graf een licht kon waarnemen en dat er mirakels gebeurden in de nabijheid van het graf van Margaretha. Ze werd ontgraven en in een houten kapel op de begraafplaats van de Sint-Pieterkerk te Leuven te ruste gelegd.

### 15de eeuw
In de 15de eeuw werd een variant op de legende geschreven door de Brusselse augustijnermonnik Johannes Gielemans. Gielemans voegde aan het bestaande verhaal toe dat haar lichaam op de Dijle bleef drijven en door vissen stroomopwaarts werd gedragen terwijl ze werd omgeven door een hemels licht en begeleid door de gezangen van engelen. De hertog van Brabant, Hendrik I van Brabant, en zijn vrouw ,zouden haar volgens deze legende gevonden hebben.
In de 16de eeuw schreef ook Joannes Molanus, ook bekend als Jan Van der Meulen, een hoogleraar en deken van de Sint-Pieterskerk te Leuven sinds 1562, over deze bekende Margaretha-legende net als zovele anderen sinds de 15de eeuw en vulde het geheel aan met persoonlijke vondsten zoals de wijnkruik van Margaretha, de prop die de overvallers in haar mond staken om haar het zwijgen op te leggen en de plaats waar het huis van Amandus zich vermoedelijk zou hebben bevonden.

## Margaretha-cultus

### Wonderen, verschijningen en verering
Vooral het in de 15de eeuw toegevoegde deel van de legende waarin Margaretha stroomopwaarts dreef, spreekt tot de verbeelding. Haar lichaam dreef de stad Leuven binnen, vermoedelijk richting de Vismarkt wat in die tijd een kleine haven was. Dit alles is te verklaren doordat zich aan de Oratoriënbrug in de Mechelsestraat sluizen bevonden die het waterdebiet regelden en hierdoor een tegenstroom creëerden. Dit fenomeen is een van de zogenaamde zeven wonderen van Leuven en verdween na de heraanlegging van de Dijle in 1880.
Haar tombe was een trefpunt voor vele pelgrims in de middeleeuwen en tot omstreeks 1964 werden haar relieken geregeld meegedragen in de jaarlijkse processie van Onze Lieve Vrouw Belegering.

### Zaligverklaring
Sinds haar dood en na de vele mirakelen die plaatsvonden op haar oorspronkelijke begraafplaats aan de oever van de Dijle en aan haar tombe in de Sint-Pieterskerk te Leuven, werd drie keer gepoogd haar te laten zaligverklaren, een fase in het proces tot heiligverklaren. Drie keer mislukte dit. In 1699 werd haar cultus door de aartsbisschop van Mechelen, Humbertus Wilhelmus de Precipiano, onderzocht. In 1725 was het 500 jaar geleden dat ze werd vermoord en daarom werd ze op verscheidene plaatsen herdacht als eerbetoon. In 1775 werd namens de geestelijkheid, het stadsbestuur en de bevolking van Leuven een smeekschrift naar Rome verstuurd met de vraag tot zalig- en heiligverklaring. Doordat de kosten van de procedure te hoog zouden zijn, werd de procedure stopgezet. De zaligverklaring van Margaretha gebeurde uiteindelijk in 1902 door paus Leo XIII. Hierna volgde in 1905 de bevestiging van de cultus die reeds lang rond haar persoon bestond door paus Pius X. Als naamdag werd 2 september genomen, de vermoedelijke dag waarop ze werd vermoord.
In sommige bronnen wordt ze vernoemd als de heilige Margaretha van Leuven. Vooral in Leuven, waardoor ze ook weleens een volksheilige wordt genoemd, maar het feit is dat ze een zalige is. Een zalige verschilt van een heilige in het principe dat een zalige vereerd mag worden in een bisdom of congregatie en een heilige vereerd mag worden door de gehele Kerk.

### Iconografie
Ze wordt vaak afgebeeld gekleed als dienstmeid en draagt meestal ook nog een kruik wijn of het handvat er van. Vaak steekt er ook een priem of mes in haar borst en wordt ze afgebeeld op een rivier.

### Tombe

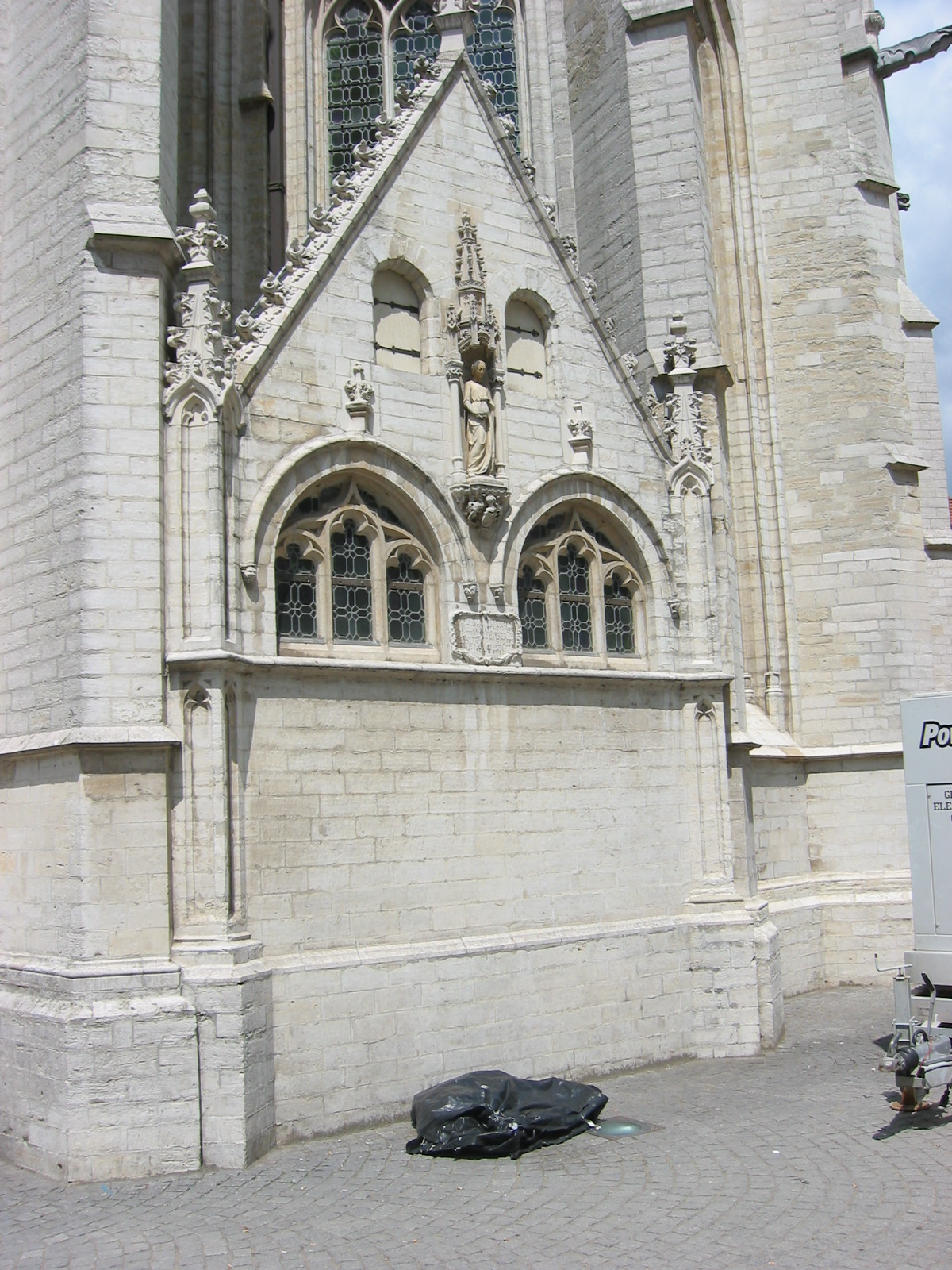
De buitengevel van de kapel in de Sint-Pieterskerk.

Margaretha's lichaam werd verplaatst van haar geïmproviseerde graf aan de oever van de Dijle naar een houten kapel op de begraafplaats van de Sint-Pieterskerk te Leuven. In 1540 werd deze houten kapel vervangen door een stenen kapel die onderdeel uitmaakte van de herbouwde Sint-Pieterskerk. Hierdoor kwam Margaretha's stoffelijk overschot te ruste te liggen in een zijkapel van de Sint-Pieterskerk te Leuven. In 1902, omwille van haar zaligverklaring, werd haar gebeente in een nieuwe schrijn geplaatst.

### Standbeeld
In 1982 schonk het Handelaarsverbond van Leuven een standbeeld van Fiere Margriet aan de stad Leuven. Willy Meysmans kreeg de opdracht het beeld te vervaardigen op basis van de legenden. Hij stelde haar voor als een naakte vrouw die op het water dreef, gedragen door vissen. Het beeld zelf weegt meer dan 200 kilogram en was 30 jaar lang gesitueerd in de Tiensestraat te Leuven, op het kruispunt met de Muntstraat. Sinds 23 augustus 2013 is het beeld verhuisd naar de Dijleterrassen in de Dirk Boutslaan.
Ook in de hal van het stadhuis van Leuven bevindt zich een standbeeld van Margaretha waar ze als een dienstmeisje met een kruik wijn voorgesteld wordt.

## Kapel van de Fiere Margriet (Sint-Pieterskerk Leuven)

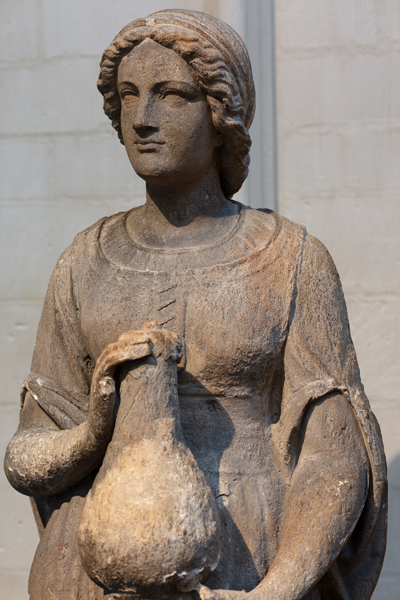
Beeld van Fiere Margriet in de kapel

### Reliekschrijn van de Fiere Margriet
Het reliekschrijn van de Fiere Margriet bevindt zich in de Sint-Pieterskerk te Leuven in de kapel van de Fiere Margriet. In de dertiende eeuw werden Margaretha's stoffelijke resten bijgezet in een doodskist in een voor haar opgerichte kapel die tegen het koor van de Sint-Pieterskerk werd aangebouwd. Tijdens de Franse overheersing in de achttiende eeuw werden haar stoffelijke resten in het huidige Duitsland geplaatst. Hierna zijn ze in 1802 wederom teruggebracht naar Leuven. 
In 1902 werd het schrijn van verguld koper en versierd met halfedelstenen gemaakt en mede gefinancierd door giften van parochianen en jonge dienstmeiden die Fiere Margriet eren als hun patroonheilige. Het schrijn telt verschillende panelen, die elk een tafereel uit het leven van Margaretha beschrijven. Het eerste paneel stelt de devotie van Margaretha voor. Op het tweede verwelkomen de pleegouders van de heilige de pelgrims in hun herberg. Op het derde paneel knielt de hertog van Leuven bij het lijk van Margaretha. De lijkstoet van Margaretha is te zien op het vierde paneel. Daarop volgend wordt de marteldood van Margaretha afgebeeld. Op het zesde paneel ziet een soldaat het lijk van Margaretha in de Dijle drijven. Op het voorlaatste en zevende paneel wordt Margaretha gekroond door de engelen. Ten slotte wordt de verering van Margaretha te Leuven afgebeeld.

### Taferelen van Pieter Verhaghen
Pieter Verhaghen, een kunstenaar afkomstig uit Leuven, schilderde vijf taferelen uit Margaretha's leven in 1765. Deze zijn nog steeds te aanschouwen in haar kapel in de Sint-Pieterskerk.

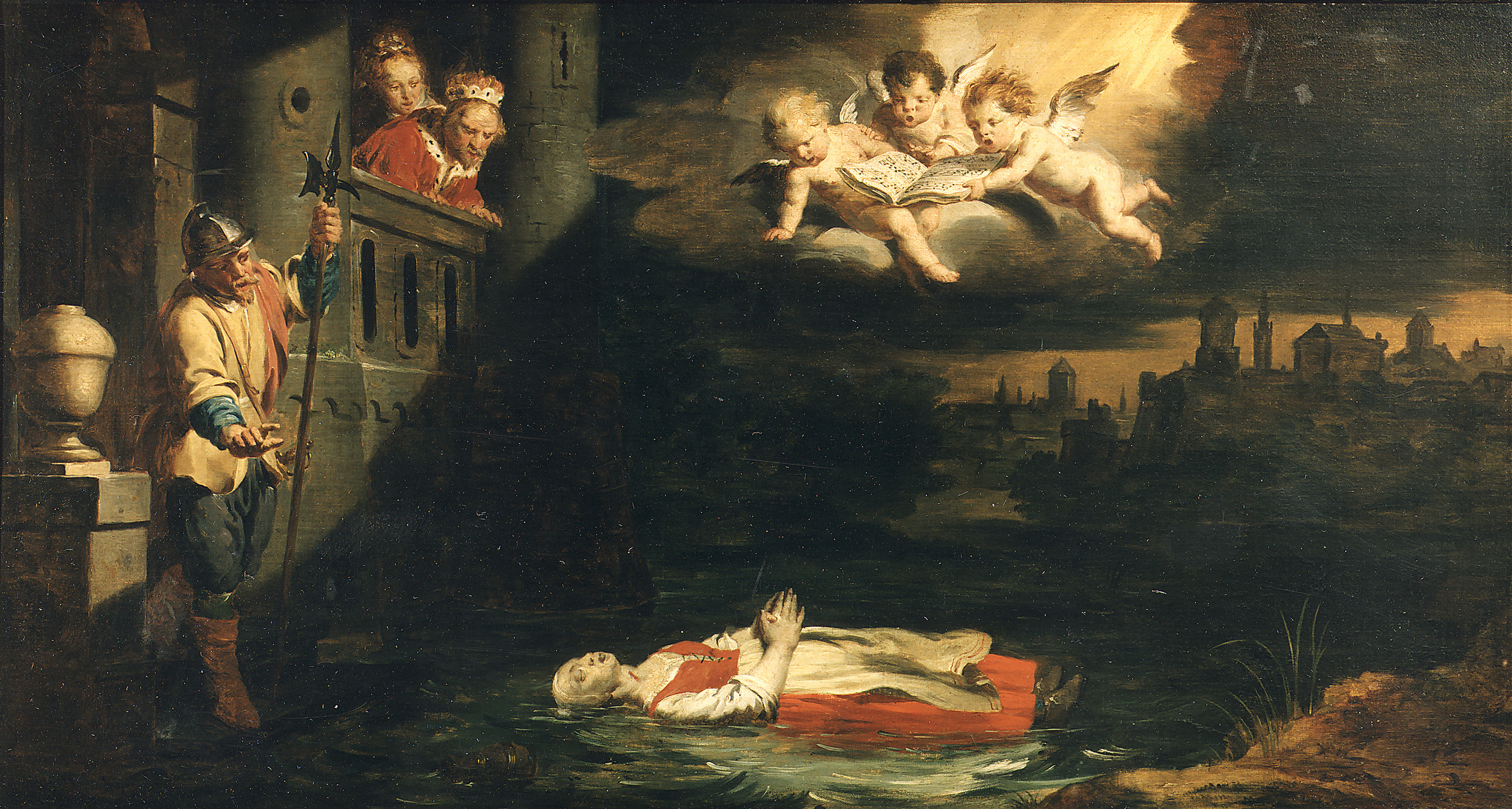
De dood van Margaretha
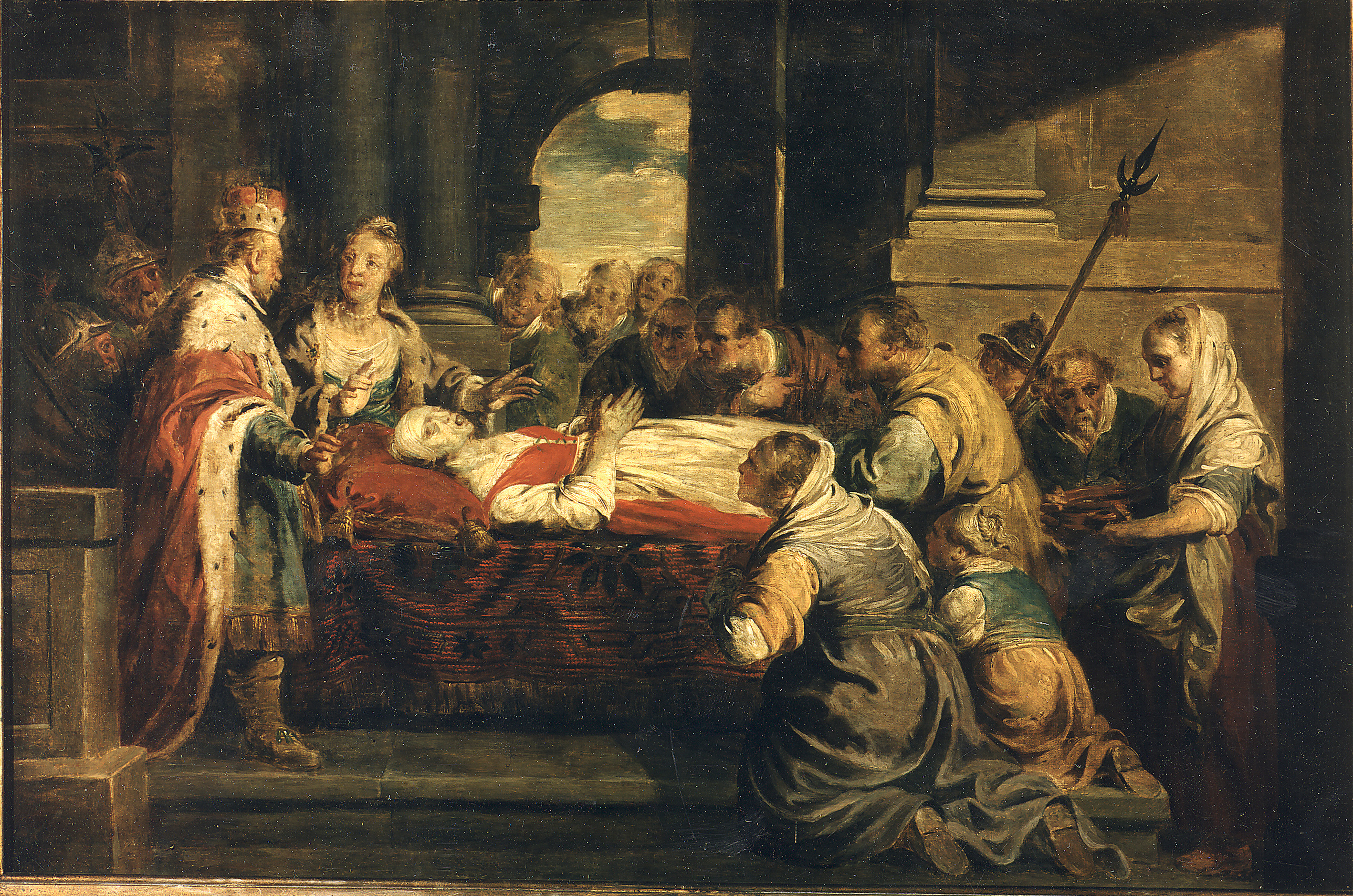
Haar lichaam opgebaard
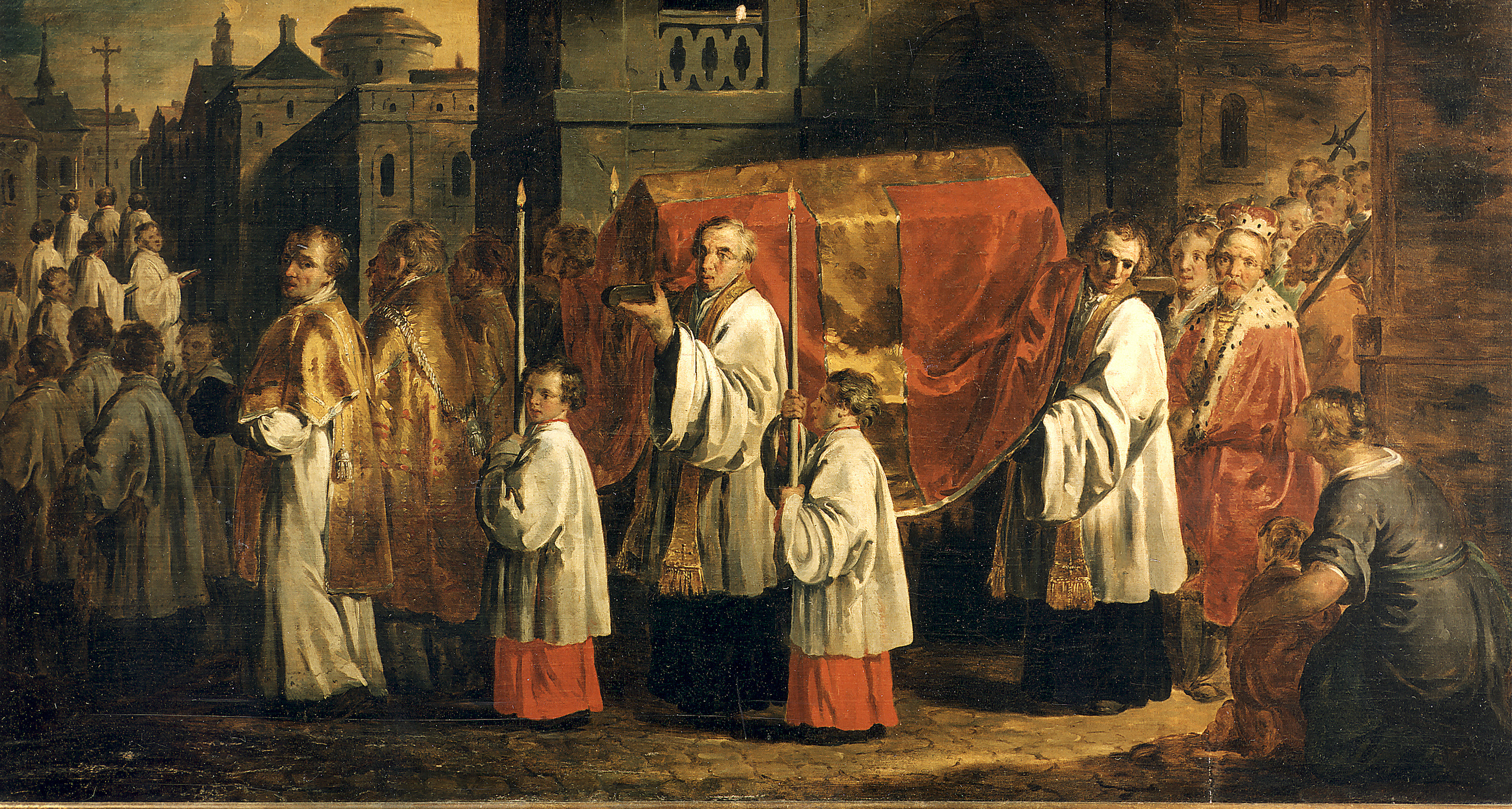
Haar uitvaart
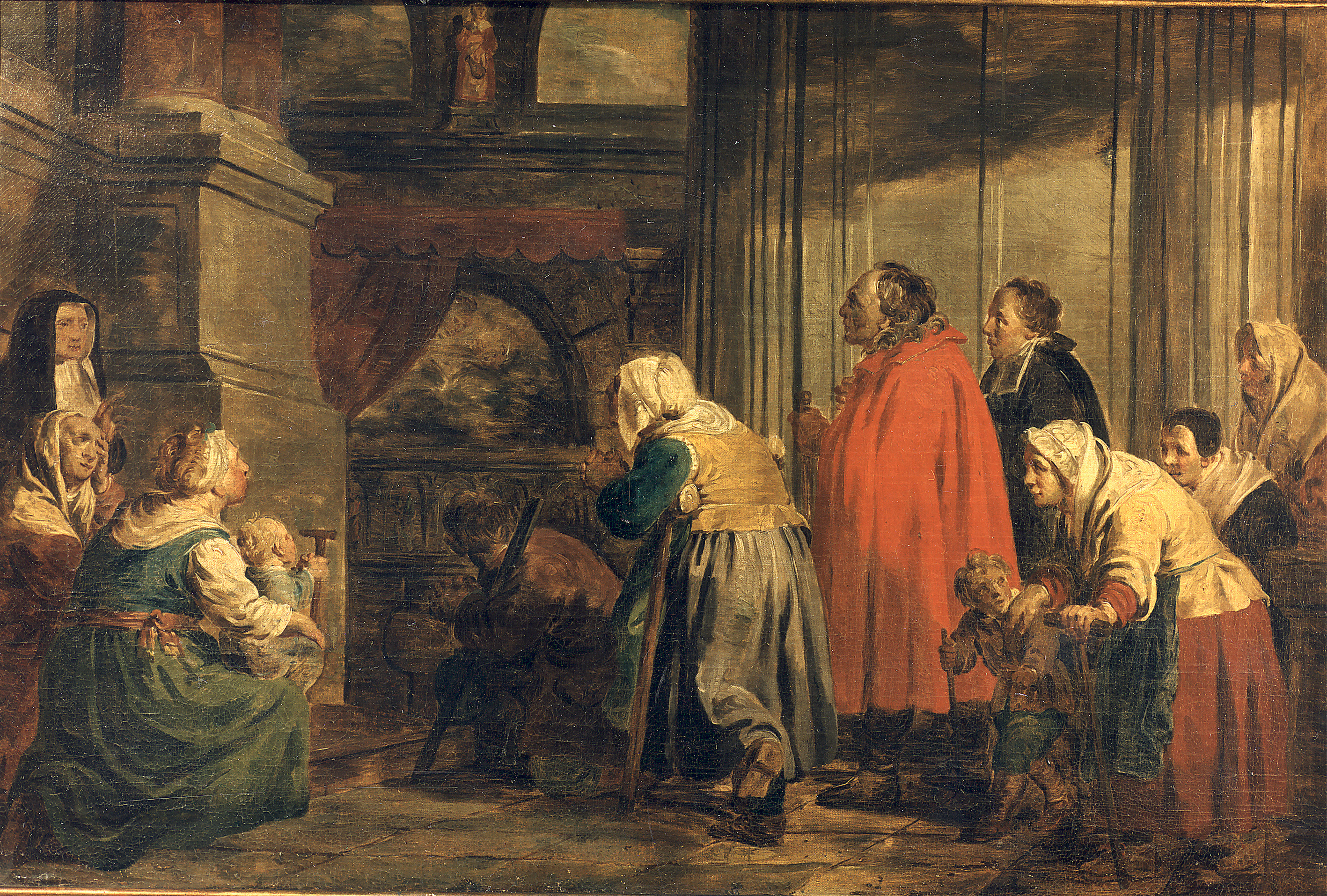
Gelovigen, biddend bij haar graf

## Voetnoten en referenties
1. ↑  M. SMEYERS, G. HUYBENS, Fiere Margriet van Leuven, eeuwenoud-eeuwiglevend, Leuven, 2002
2. ↑  (en) Blessed Margaret of Louvain op saintpatrickdc.org
3. ↑  G. HUYBENS, Fiere Margriet op Seniorama.be, 11 maart 2002
4. 1 2 3 4 5 6 7 8  G. HUYBENS, Fiere Margriet op Seniorama.be, 11 maart 2002 (gearchiveerd)
5. 1 2 3  Margarita van Leuven op heiligen-3s.nl
6. 1 2  (en) Saint Margaret of Louvain op Saint.sqpn.com
7. ↑  P.E. BENNET, R.F. GREEN, The singer and the scribe: European ballad traditions and European ballad cultures, Amsterdam, 2004, blz. 69-74
8. ↑  Fiere Margriet RouteYou
9. ↑  'Reliekschrijn van de Fiere Margriet', Erfgoedplus (https://www.erfgoedplus.be/details/24062A51.priref.13569). Gearchiveerd op 23 februari 2022.